# Ten Years (Sun Eats Hours)

Copertina dell'edizione giapponese.

Ten Years è una raccolta del gruppo musicale italiano Sun Eats Hours, pubblicata il 9 maggio 2008 per la Rude Records.

## Il disco
L'album è stato prodotto in occasione dei primi dieci anni di attività della band. È stato pubblicato in Giappone nel settembre del 2007 soltanto in formato CD, attraverso il quale il gruppo propone 19 tracce audio (di cui tre inedite). Successivamente è stato arricchito, per la pubblicazione europea, con un DVD contenente circa tre ore di filmati (live, backstage, making of dei video e filmati amatoriali on the road). Durante la produzione, nell'estate del 2007 ci furono problemi con alcuni video mancanti nel supporto da inviare all'etichetta discografica.
Le due versioni dei CD si differenziano per la sequenza delle tracce, rimescolate e con alcune sostituzioni: a The Last Ones e The Sun Eats Hours subentrano 2004 e La Mangiauomini.
Le canzoni sono state selezionate dai precedenti album Don't Waste Time!, Tour All Over e The Last Ones; Friends e Ten Years sono state registrate appositamente per la compilation, mentre Faded Away non era stata pubblicata in Europa.

## Tracce
CD (Japanese Edition)
Testi e musiche di Francesco Lorenzi.
1. Friends – 3:44
2. Ten Years – 3:50
3. July 27th – 2:59
4. Endless Desire – 2:49
5. The Level – 3:19
6. The Last Ones – 3:02
7. Now Again – 2:55
8. My Prayer – 2:57
9. Letters to Lucilio – 2:30
10. Faded Away – 2:32
11. Tour All Over – 2:49
12. That Day – 2:48
13. The Sun Eats Hours – 2:28
14. Rustles – 4:08
15. September 2001 – 2:25
16. Spain – 3:42
17. To Donna – 2:53
18. Sincerely – 3:44
19. The Same Devils (Live in Lyon) – 3:39

Durata totale: 59:13
CD (European Edition)
Testi e musiche di Francesco Lorenzi.
1. Friends – 3:44
2. Ten Years – 3:50
3. July 27th – 2:59
4. Endless Desire – 2:49
5. Now Again – 2:55
6. 2004 – 2:51
7. The Level – 3:19
8. Letters to Lucilio – 2:30
9. My Prayer – 2:57
10. Faded Away – 2:32
11. September 2001 – 2:25
12. Tour All Over – 2:49
13. La Mangiauomini – 2:43
14. That Day – 2:48
15. Rustles – 4:08
16. Spain – 3:42
17. To Donna – 2:53
18. Sincerely – 3:44
19. The Same Devils (Live in Lyon) – 3:39

DVD (European Edition)
1. Ten Years DVD Intro
2. The Last Ones Tour 2005/2006
3. Talking about The Endless Desire
4. Supporting The Offspring's Tour 2004
5. From the Studio
6. Spanish Tour 2007
7. Making of Rain
8. Summer Addiction Tour 2007
9. Interviews
10. The Same Devils (Live in Lyon)
11. Sincerely (Live in Barcelona)
12. La Mangiauomini (Live in Milan)
13. 2004 (Live in Barcelona)
14. Sucker (Live Tour 2005)
15. Endless Desire (2005)
16. Rain (cover dei The Cult, 2006)

## Formazione
Formazione come da libretto.
Sun Eats Hours
- Francesco "Lore" Lorenzi – voce, chitarra
- Riccardo "Trash" Rossi – batteria
- Matteo "Lemma" Reghelin – basso, cori
- Gianluca "Boston" Menegozzo – chitarra, cori

Produzione
- Sun Eats Hours – produzione
- Andrea Borgo – copertina, grafica, layout e fotografie
- Maurizio Baggio – registrazione, mixaggio e mastering (tracce 1 e 2)
- Francesco Lorenzi – editing video; mixaggio e mastering (tracce 1 e 2)
- Riccardo Rossi – editing video

## Date di pubblicazione
| Paese    | Data             | Formato  | Etichetta Discografica    | Edizione         |
| -------- | ---------------- | -------- | ------------------------- | ---------------- |
| Giappone | 6 settembre 2007 | CD       | Flight Records (FRT-0001) | Japanese Edition |
| Europa   | 9 maggio 2008    | CD + DVD | Rude Records (RDR 038)    | European Edition |